# Джексон, Джамея
Джамея Джексон (англ. Jamea Jackson; родилась 7 сентября 1986 года, Атланта, США) — американская профессиональная теннисистка.

## Общая информация
Отец Джамеи — Эрнест — предприниматель и бывший спортсмен (Американский футбол). Мать — Руби — работала бортпроводницей. Есть старший брат — Джарред.
Начала играть в теннис в 8 лет. Предпочитает хардовые корты. Кумиры в мире тенниса были сёстры Уильямс и Пит Сампрас.

## Спортивная карьера
Дебют Джексон в WTA-туре состоялся в марте 2003 года, когда она получила уайлд-кард на турнир 1-й категории в Майами. В июне того же года она выиграла первый титул на турнире из цикла ITF с призовым фондом 10 000 долларов. В 2004 году американка впервые сыграла на турнирах серии Большого шлема, выступив на Открытом чемпионате США. В ноябре того же года Джамея одержала победу на 50-тысячнике ITF в Тусоне. В феврале 2005 года она сыграла в четвертьфинале на турнире WTA в Мемфисе. В июне через квалификацию Джексон смогла пробиться на Уимблдонский турнир, где во втором раунде проиграла Линдсей Дэвенпорт. После Уимблдона американка впервые поднялась в первую сотню мирового рейтинга.
В январе 2006 года Джексон сыграла во втором раунде Открытого чемпионата Австралии, уступив там Анастасии Мыскиной. В апреле Джамея дебютирует за сборную США в розыгрыше Кубка Федерации и выигрывает два своих матча против представительниц сборной Германии. Во второй раунд она вышла и на Открытом чемпионате Франции. В июне Джамея сыграла единственный в карьере финал WTA. Произошло это на травяном турнире 3-й категории в Бирмингеме. По ходу турнира она одержала пять побед и смогла переиграть среди прочих Елену Янкович, Елену Лиховцеву и Марию Шарапову. В финале Джексон проигрывает ещё одной россиянке Вере Звонарёвой со счётом 6-7(12), 6-7(5). На Уимблдонском турнире она выбывает во втором раунде. Также завершился для неё и Открытый чемпионат США. Осенью американка вышла в четвертьфинал на турнире в Токио.
Дальнейшая часть карьеры Джексон связана с хронической травмой бедра, которая мешала ей полноценно играть в теннис. Она пропустила большую часть времени с сентября 2007 года по апрель 2008 года. Последним в карьере турниром для неё стал Открытый чемпионат США 2008 года. 24 августа 2009 года она официально объявила о завершении карьеры в возрасте 23-х лет из-за хронической травмы бедра.

## Рейтинг на конец года
| Год  | Одиночный рейтинг | Парный рейтинг |
| 2008 | 274               |                |
| 2007 | 587               |                |
| 2006 | 45                | 337            |
| 2005 | 75                | 374            |
| 2004 | 179               |                |
| 2003 | 448               | 528            |
| 2001 | 609               |                |

## Выступления на турнирах

### Финалы турнировWTAв одиночном разряде (1)

#### Поражения (1)
| Легенда:                    |
| --------------------------- |
| Турниры Большого Шлема (0)  |
| Олимпиада (0)               |
| Итоговый чемпионат года (0) |
| 1-я категория (0)           |
| 2-я категория (0)           |
| 3-я категория (0)           |
| 4-я категория (0)           |
| 5-я категория (0)           |

| №  | Дата         | Турнир                    | Покрытие | Соперник в финале | Счёт           |
| 1. | 18 июня 2006 | Бирмингем, Великобритания | Трава    | Вера Звонарёва    | 6-7(12) 6-7(5) |

### Финалы турнировITFв одиночном разряде (3)

#### Победы (2)
| Легенда:        |
| --------------- |
| 100.000 USD (0) |
| 75.000 USD (0)  |
| 50.000 USD (1)  |
| 25.000 USD (0)  |
| 15.000 USD (0)  |
| 10.000 USD (1)  |

| Титулы по покрытиям | Титулы по месту проведения матчей турнира |
| ------------------- | ----------------------------------------- |
| Хард (2)            | Зал (0)                                   |
| Грунт (0)           | Зал (0)                                   |
| Трава (0)           | Открытый воздух (2)                       |
| Ковёр (0)           | Открытый воздух (2)                       |

| №  | Дата           | Турнир      | Покрытие | Соперница в финале | Счёт       |
| 1. | 22 июня 2003   | Даллас, США | Хард     | Анджела Хейнс      | 7-6(5) 6-3 |
| 2. | 21 ноября 2004 | Тусон, США  | Хард     | Стефани Дюбуа      | 7-6(5) 7-5 |

#### Поражения (1)
| №  | Дата        | Турнир           | Покрытие | Соперница в финале | Счёт       |
| 1. | 16 мая 2004 | Шарлотсвилл, США | Грунт    | Марисса Ирвин      | 3-6 6-7(5) |